# László Dés

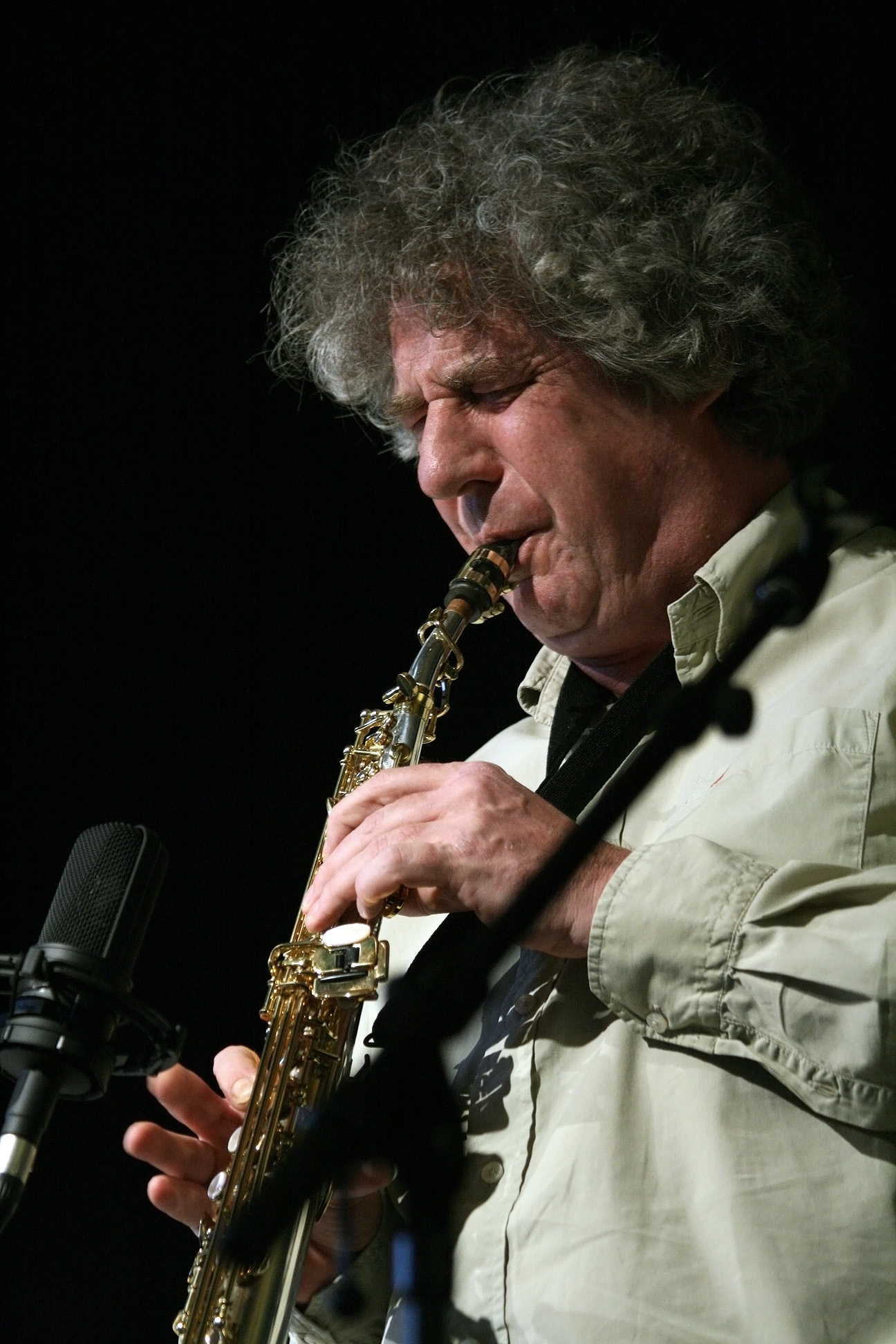
László Dés (Wien 2011)

László Dés [ˈlaːsloː ˈdeːʃ] (* 9. Januar 1954 in Budapest) ist ein ungarischer Jazz-Saxophonist und Komponist.

## Leben
Dés besuchte von 1960 bis 1968 die Musikschule Zoltán Kodály. Von 1963 bis 1971 absolvierte er eine Klavierausbildung. Danach studierte er bis 1973 am Konservatorium Béla Bartók Klarinette, schließlich bis 1976 an der Musikakademie Budapest Jazz und Saxophon.
1970 gründete er die Gruppe Dimenzió, mit der er drei Alben herausbrachte. Mit Ferenc Snétberger und Kornél Horváth gründete er das Trio Stendhal, mit dem er in  Europa und auch in Indien auftrat.
Von 1998 bis 2000 leitete er die Band Jazz+Az, zu der auch sein Sohn András Dés gehörte. Er war Mitglied der Elemér Balázs Group. Seit 2003 tritt er mit dem Dés László Septett auf, dem neben Dés der Trompeter Kornél Fekete-Kovács, der Gitarrist Gábor Juhász, der Keyboarder József Balázs, der Kontrabassist Péter Glaser, der Perkussionist András Dés und der Schlagzeuger Elemér Balázs angehören. 2005 brachten sie das Album Straßenmusik heraus.
Daneben komponierte er Musiken zu mehr als zwanzig Filmen. Auf einen Text von István Nemes entstand die Operette Valahol Európában (Irgendwo in Europa). Mit dem Schriftsteller Pál Békés verfasste er ein Musical nach dem Dschungelbuch.

## Filmografie (Auswahl)
- 1989: Jézus Krisztus horoszkópja
- 1990: Isten hátrafelé megy